# Хаджидимово (община)
Хаджидимово (болг. Община Хаджидимово) — община в Болгарии. Входит в состав Благоевградской области. Население составляет 10 934 человека (на 15 мая 2008 года).
Административный центр — город Хаджидимово.
Площадь территории общины 333 км².
Кмет (мэр) общины Хаджидимово — Людмил Аспарухов Терзиев (Национальное движение «Симеон Второй» (НДСВ)) по результатам выборов.

## Состав общины
В состав общины входят следующие населённые пункты:
1. село Абланица
2. село Беслен
3. село Блатска
4. село Гайтаниново
5. село Илинден
6. село Копривлен
7. село Лыки
8. село Нова-Ловча
9. село Ново-Лески
10. село Парил
11. село Петрелик
12. село Садово
13. село Теплен
14. село Тешово
15. город Хаджидимово